# Julia Wendel
Julia Wendel (* 13. Februar 1992 in Kaiserslautern) ist eine deutsche Radiomoderatorin.
Von Februar 2020 bis Juli 2022 moderierte sie bei dem Regionalsender 100’5 Das Hitradio die Morningshow „Dein Morgen von 6 – 10 auf 100,5 Das Hitradio“. Zuvor war Julia Wendel unter anderem bei Antenne Bayern als Moderatorin bei den „jungen Wilden“ tätig. Seit August 2022 ist Julia Wendel für den neu gegründeten landesweiten Privatradiosender NRW1 auf Sendung und moderiert den Vormittag.
Neben ihrer Tätigkeit im Radio ist Julia Wendel als freie Moderatorin und Traurednerin tätig. Seit Dezember 2021 ist Julia Wendel gemeinsam mit Marlene Schittenhelm im Unserding-Podcast „Liebt Euch! – der UNSERDING-Dating-Podcast“ zu hören, welcher vom Saarländischen Rundfunk in Auftrag gegeben wurde.